# Salumbar
Salumbar també Salumber fou una thikana o jagir de l'antic principat de Mewar, una de les més importants amb 237 pobles; la capital era a Salumbar a uns 65 km al sud-est d'Udaipur (Rajasthan) que el 1901 tenia 4.692 habitants, destacant en aquesta ciutat el palau del rawat atractivament situat a la vora d'un llac (Jaisamand Lake) encara que actualment tapat per altres edificacions més modernes. Avui és part del districte d'Udaipur al Rajasthan i té 15.862 habitants (2001)
El territori fou governat per un thakur (noble) dels de primera classe de Mewar, amb títol de rawat, cap de la família Chandawat del clan sisòdia dels rajputs, que era un dels anomenats "setze nobles" i tenia el quart lloc entre els nobles del consell o darbar, però que de fet era el més important de tots els nobles del país. Descendia de Chanda, fill de Lakha Singh, que el 1398 va cedir el seu dret a la successió al seu germà petit Mokul Singh. Chanda va conservar per ell i els seus descendents el dret d'aconsellar als sobirans de Mewar sobre els principals afers de l'estat i foren ministres hereditaris (bhanjgaria) del principat simbolitzant el seu poder per una llança, que sempre havia d'estar present en totes les decisions en les que el maharana feia alguna concessió. Kandhal Singh va ajudar a deposar el rana Udai Singh I (1468-1473) que havia assassinat al seu pare Khumba Singh i després va lluitar al costat del rana Rai Mal (1473-1509) contra els musulmans. El rawat Ratan Singh I va morir lluitant per Mewar a la batalla de Khanua el 17 de març de 1527 i el seu fill Duda Singh en batalla contra Bahadur Shah de Gujarat uns anys després; el seu successor Sain Das va morir al tercer setge de Chitor el 24 de febrer de 1568. Kishan Das va renunciar a la successió a Mewar i va rebre a canvi el dret de signar alguns documents al lloc del maharana.

## Llista de rawats
- Chanda Singh vers 1398-?
- Kandhal Singh I ?-1473
- Ratan Singh I 1473-1527
- Duda Singh 1527-?
- Sain Das ?-1568
- Khengar Singh 1568-?
- Kishan Das
- Jait Singh
- Man Singh
- Prithwi Raj
- Raghunath Singh
- Ratan Singh II
- Kandhal Singh II
- Kesri Singh I, vers 1711
- Kuber Singh
- Jait Singh II
- Jodh Singh I, suposadament mort a la batalla d'Ujjain el 14 de gener de 1769
- Pahar Singh, 1769-?
- Bhim Singh, vers 1800
- Bhawani Singh
- Ratan Singh III
- Padam Singh (dubtós)
- Kesri Singh II ?-1863
- Jodh Singh II 1863-1901
- Onar Singh 1901-1930
- Khuman Singh 1930-1948 (mort el 14 de gener de 1980)